# Acraea acrita
Acraea acrita är en fjärilsart som beskrevs av William Chapman Hewitson 1865. Acraea acrita ingår i släktet Acraea och familjen praktfjärilar. Inga underarter finns listade i Catalogue of Life.

## Bildgalleri

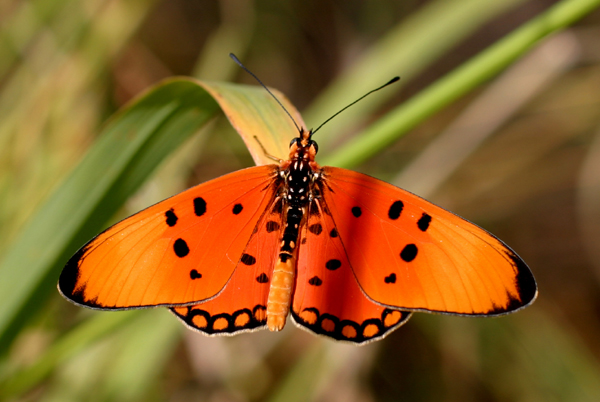
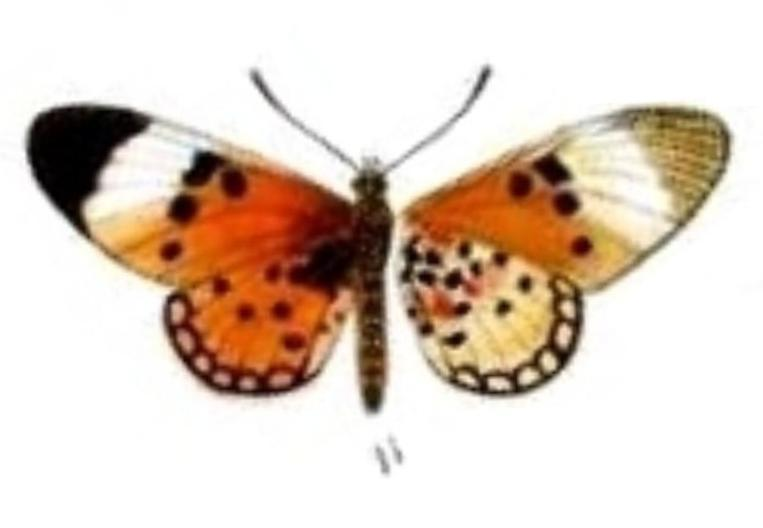
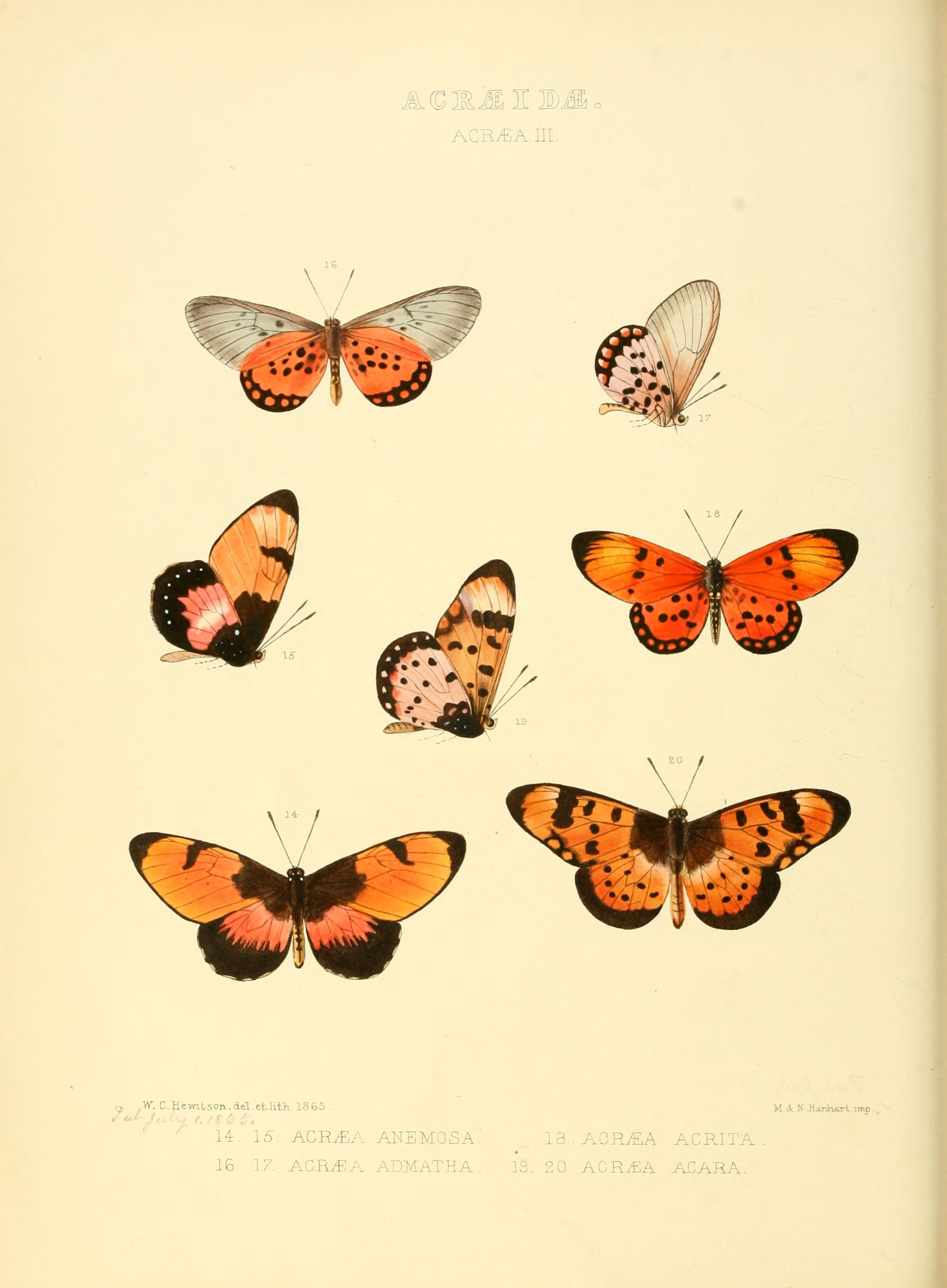
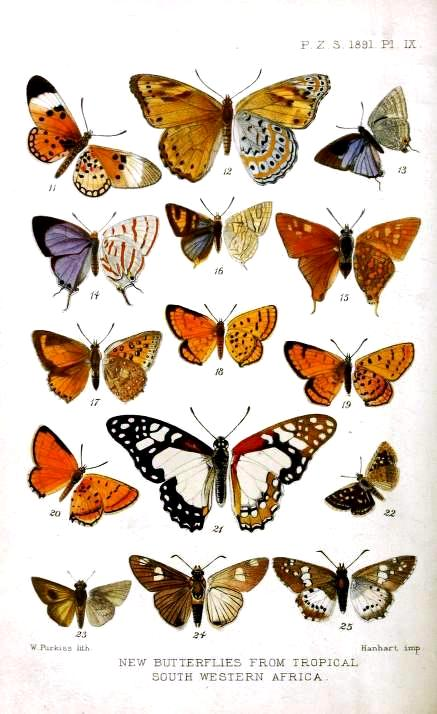